# Baie de Lamon
Pour les articles homonymes, voir Lamon (homonymie).

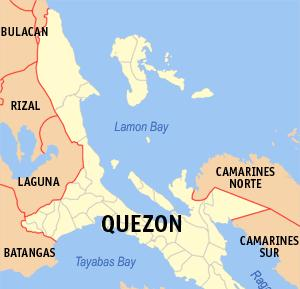

La baie de Lamon est une grande baie située dans la partie sud-est de l'île de Luçon, aux Philippines.
Il s'agit d'un plan d'eau reliant la partie sud de la province de Quezon à l'océan Pacifique. La côte est en pente douce permettant de s'avancer jusqu'à cinq cents mètres de la rive. Dans certaines parties de la baie subsistent des colonies de coraux vivants à environ dix pieds du front de mer.
La baie comprend les îles d'Alabat, Cagbalete (en) et l'île de Balesin (en). Elle est fermée par les îles Polillo, Palasan (ceb), Patnanungan et Jomalig.

## Source
- (en) Cet article est partiellement ou en totalité issu de l’article de Wikipédia en anglais intitulé « Lamon Bay » (voir la liste des auteurs).